# Konrad Müller-Kaboth
Konrad Müller-Kaboth (geboren am 27. Oktober 1882 in Myslowitz, Kreis Kattowitz als Conrad Arthur Oscar Müller; gestorben am 21. Januar 1909 in Charlottenburg bei Berlin) war ein deutscher Kunstschriftsteller.

## Leben
Müller-Kaboth (der Beiname Kaboth war der Mädchenname seiner Mutter) galt als vielversprechender Nachwuchs im Bereich der Kunstkritik, er starb jedoch schon im Alter von 26 Jahren an einer Blutvergiftung. Zuvor war er in Düsseldorf für kurze Zeit als Dramaturg am dortigen Schauspielhaus tätig. Drei Jahre vor seinem plötzlichen Tod war er nach Berlin gekommen, um als Sekretär bei den Vorbereitungen für die Jahrhundertausstellung zu helfen. Dabei wurde er von Julius Meier-Graefe und Karl Scheffler gefördert. Müller-Kaboth veröffentlichte unter anderem Beiträge in der von Maximilian Harden herausgegebenen politischen Wochenschrift Die Zukunft, in der Neuen Rundschau, in der Monatsschrift Kunst und Künstler und ähnlichen Zeitschriften. Er war Mitarbeiter des ersten Bandes des Allgemeinen Lexikons der Bildenden Künstler von der Antike bis zur Gegenwart.

## Publikationen (Auswahl)
- Ein Kavaliermaler. In: Kunst und Künstler; illustrierte Monatsschrift für bildende Kunst und Kunstgewerbe. Bruno Cassirer, Berlin 1903, S. 133–142 (Textarchiv – Internet Archive).
- Albrecht Bräuer. In: Kunst und Künstler; illustrierte Monatsschrift für bildende Kunst und Kunstgewerbe. Bruno Cassirer, Berlin 1903, S. 393–396 (Textarchiv – Internet Archive).
- Zur Kritik des Falles Böcklin. In: Kritik der Kritik: Monatsschrift für Künstler und Kunstfreunde. Band 1, Heft 1, 1905, S. 32–40.
- Julius Meier-Graefe. In: Nord und Sued. Band 119, Heft 356. Schottlaender, Breslau November 1906, S. 171–187 (Textarchiv – Internet Archive).
- Kunstwissenschaft und Ästhetik. In: Sozialistische Monatshefte. Band 13, Heft 3, 1907, S. 210–223.
- Hogarth und die Impressionisten. In: Neue Rundschau. S. Fischer, Frankfurt am Main 1907, S. 1529–1931 (Textarchiv – Internet Archive).